# Diploid Love
Diploid Love (с пер. англ. Диплоидная любовь) — дебютный студийный альбом австрало-американской певицы Броди Даль. Пластинка была впервые выпущена 28 апреля 2014 года; эта версия альбома распространялась посредством цифровой дистрибуции. 19 мая того же года состоялся релиз Diploid Love на физических носителях. До первого выхода альбома был выпущен сингл «Meet the Foetus/Oh the Joy»; 9 февраля 2014 он находился в бесплатном доступе в SoundCloud, а 17 февраля «Meet the Foetus/Oh the Joy» появился в iTunes.
В записи пластинки, помимо самой Броди Даль, принимали участие Ширли Мэнсон из Garbage, Ник Валенси из The Strokes, Майкл Шумен из Queens of the Stone Age, и Эмили Кокал из Warpaint.

## Список композиций
Слова и музыка всех песен — Броди Даль.
| №  | Название                     | Длительность |
| -- | ---------------------------- | ------------ |
| 1. | «Rat Race»                   | 3:38         |
| 2. | «Underworld»                 | 5:19         |
| 3. | «Don't Mess With Me»         | 3:39         |
| 4. | «Dressed In Dreams»          | 4:47         |
| 5. | «Carry On»                   | 4:21         |
| 6. | «Meet The Foetus/Oh The Joy» | 5:03         |
| 7. | «I Don't Need Your Love»     | 6:01         |
| 8. | «Blood In Gutters»           | 4:18         |
| 9. | «Parties For Prostitutes»    | 4:33         |

## Участники записи
- Броди Даль — вокал, гитара, бас-гитара, ударные, драм-машина, синтезатор, бас-синтезатор, микширование, продюсирование
- Ален Йоханнес — гитара, бас-гитара, пианино, труба, меллотрон, слайд-гитара, звукорежиссёр, микширование, продюсирование
- Ник Валенси — гитара
- Майкл Шумен — бас-гитара
- Даррен Вайс, Хайден Скотт — ударные
- The Bronx — духовые
- Джесси Грин — скрипка
- Тайлер Паркфорд — пианино
- Ширли Мэнсон, Эмили Кокал — бэк-вокал
- Джастин Смит — звукорежиссёр
- Дейв Коллинс — мастеринг

## Позиции в чартах
| Чарт (2014)            | Высшая позиция |
| ---------------------- | -------------- |
| ARIA Charts            | 89             |
| UK Top 100             | 33             |
| Top Heatseekers        | 7              |
| Top Independent Albums | 49             |